# Mistrovství světa juniorů v ledním hokeji 2021
Mistrovství světa juniorů v ledním hokeji 2021 se konalo v Kanadě v Edmontonu. Bylo to 45. mistrovství světa juniorů v ledním hokeji v pořadí a 14., které hostila Kanada. Začalo 25. 12. 2020 a skončilo 6. 1. 2021, kdy hrálo o medaile. Kvůli pandemii covidu-19 se turnaj odehrával bez účasti diváků v tzv. bublině.

## Výsledky

### Skupina A

#### Tabulka
| Poř. | Tým       | Z | V | VP | PP | P | VG | OG | B  |
| ---- | --------- | - | - | -- | -- | - | -- | -- | -- |
| 1.   | Kanada    | 4 | 4 | 0  | 0  | 0 | 33 | 4  | 12 |
| 2.   | Finsko    | 4 | 3 | 0  | 0  | 1 | 16 | 8  | 9  |
| 3.   | Německo   | 4 | 1 | 1  | 0  | 2 | 14 | 28 | 5  |
| 4.   | Slovensko | 4 | 1 | 0  | 1  | 2 | 5  | 13 | 4  |
| 5.   | Švýcarsko | 4 | 0 | 0  | 0  | 4 | 5  | 20 | 0  |

#### Zápasy
| 25. prosince 2020 20:00 | Švýcarsko | 0:1 (0:0, 0:0, 0:1) | Slovensko | Rogers Place, Edmonton Návštěvnost: bez diváků |  |

| Report |

| 26. prosince 2020 0:00 | Německo | 3:5 (0:2, 2:3, 1:0) | Finsko | Rogers Place, Edmonton Návštěvnost: bez diváků |  |

| Report |

| 27. prosince 2020 0:00 | Německo | 2:16 (1:4, 0:7, 1:5) | Kanada | Rogers Place, Edmonton Návštěvnost: bez diváků |  |

| Report |

| 27. prosince 2020 20:00 | Finsko | 4:1 (1:1, 1:0, 2:0) | Švýcarsko | Rogers Place, Edmonton Návštěvnost: bez diváků |  |

| Report |

| 28. prosince 2020 0:00 | Slovensko | 1:3 (0:1, 0:0, 1:2) | Kanada | Rogers Place, Edmonton Návštěvnost: bez diváků |  |

| Report |

| 29. prosince 2020 3:30 | Slovensko | 3:4 PP (1:1, 2:2, 0:0 - 0:1) | Německo | Rogers Place, Edmonton Návštěvnost: bez diváků |  |

| Report |

| 30. prosince 2020 0:00 | Kanada | 10:0 (1:0, 4:0, 5:0) | Švýcarsko | Rogers Place, Edmonton Návštěvnost: bez diváků |  |

| Report |

| 30. prosince 2020 20:00 | Finsko | 6:0 (1:0, 2:0, 3:0) | Slovensko | Rogers Place, Edmonton Návštěvnost: bez diváků |  |

| Report |

| 31. prosince 2020 0:00 | Švýcarsko | 4:5 (0:3, 0:1, 4:1) | Německo | Rogers Place, Edmonton Návštěvnost: bez diváků |  |

| Report |

| 1. ledna 2021 0:00 | Kanada | 4:1 (1:0, 2:0, 1:1) | Finsko | Rogers Place, Edmonton Návštěvnost: bez diváků |  |

| Report |

### Skupina B

#### Tabulka
| Poř. | Tým      | Z | V | VP | PP | P | VG | OG | B |
| ---- | -------- | - | - | -- | -- | - | -- | -- | - |
| 1.   | USA      | 4 | 3 | 0  | 0  | 1 | 25 | 5  | 9 |
| 2.   | Rusko    | 4 | 2 | 1  | 0  | 1 | 16 | 9  | 8 |
| 3.   | Švédsko  | 4 | 2 | 0  | 1  | 1 | 14 | 9  | 7 |
| 4.   | Česko    | 4 | 2 | 0  | 0  | 2 | 10 | 14 | 6 |
| 5.   | Rakousko | 4 | 0 | 0  | 0  | 4 | 1  | 29 | 0 |

#### Zápasy
| 26. prosince 2020 3:30 | Rusko | 5:3 (1:1, 3:0, 1:2) | USA | Rogers Place, Edmonton Návštěvnost: bez diváků |  |

| Report |

| 26. prosince 2020 20:00 | Švédsko | 7:1 (1:1, 3:0, 3:0) | Česko | Rogers Place, Edmonton Návštěvnost: bez diváků |  |

| Report |

| 27. prosince 2020 3:30 | USA | 11:0 (1:0, 6:0, 4:0) | Rakousko | Rogers Place, Edmonton Návštěvnost: bez diváků |  |

| Report |

| 28. prosince 2020 3:30 | Česko | 2:0 (0:0, 1:0, 1:0) | Rusko | Rogers Place, Edmonton Návštěvnost: bez diváků |  |

| Report |

| 29. prosince 2020 0:00 | Rakousko | 0:4 (0:1, 0:2, 0:1) | Švédsko | Rogers Place, Edmonton Návštěvnost: bez diváků |  |

| Report |

| 29. prosince 2020 20:00 | USA | 7:0 (0:0, 3:0, 4:0) | Česko | Rogers Place, Edmonton Návštěvnost: bez diváků |  |

| Report |

| 30. prosince 2020 3:30 | Rakousko | 1:7 (0:4, 1:0, 0:3) | Rusko | Rogers Place, Edmonton Návštěvnost: bez diváků |  |

| Report |

| 31. prosince 2020 3:30 | Rusko | 4:3 PP (2:1, 0:1, 1:1 - 1:0) | Švédsko | Rogers Place, Edmonton Návštěvnost: bez diváků |  |

| Report |

| 31. prosince 2020 20:00 | Česko | 7:0 (0:0, 4:0, 3:0) | Rakousko | Rogers Place, Edmonton Návštěvnost: bez diváků |  |

| Report |

| 1. ledna 2021 3:30 | Švédsko | 0:4 (0:2, 0:2, 0:0) | USA | Rogers Place, Edmonton Návštěvnost: bez diváků |  |

| Report |

## Play off

### Pavouk
|  | Čtvrtfinále 1 |               |               |  |      |              |              |              |  |               |               |               |   |
|  | A1            | Kanada        | 3             |  |      |              |              |              |  |               |               |               |   |
|  | B4            | Česko         | 0             |  |      | Semifinále 1 | Semifinále 1 | Semifinále 1 |  |               |               |               |   |
|  |               |               |               |  |      | ČTF1         | Kanada       | 5            |  |               |               |               |   |
|  | Čtvrtfinále 2 | Čtvrtfinále 2 | Čtvrtfinále 2 |  | ČTF2 | Rusko        | 0            |              |  |               |               |               |   |
|  | B2            | Rusko         | 2             |  |      |              |              |              |  |               |               |               |   |
|  | A3            | Německo       | 1             |  |      |              |              |              |  | Finále        | Finále        | Finále        |   |
|  |               |               |               |  |      |              |              |              |  |               | VSF2          | Kanada        | 0 |
|  | Čtvrtfinále 3 | Čtvrtfinále 3 | Čtvrtfinále 3 |  |      |              |              |              |  |               | VSF1          | USA           | 2 |
|  | B1            | USA           | 5             |  |      |              |              |              |  |               |               |               |   |
|  | A4            | Slovensko     | 2             |  |      | Semifinále 2 | Semifinále 2 | Semifinále 2 |  | Zápas o bronz | Zápas o bronz | Zápas o bronz |   |
|  |               |               |               |  |      | ČTF3         | USA          | 4            |  | PSF2          | Finsko        | 4             |   |
|  | Čtvrtfinále 4 | Čtvrtfinále 4 | Čtvrtfinále 4 |  | ČTF4 | Finsko       | 3            |              |  | PSF1          | Rusko         | 1             |   |
|  | A2            | Finsko        | 3             |  |      |              |              |              |  |               |               |               |   |
|  | B3            | Švédsko       | 2             |  |      |              |              |              |  |               |               |               |   |

### Čtvrtfinále
| 2. ledna 2021 18:00 | Rusko | 2:1 (1:0, 1:0, 0:1) | Německo | Rogers Place, Edmonton Návštěvnost: bez diváků |  |

| Report |

| 2. ledna 2021 21:30 | Finsko | 3:2 (0:2, 1:0, 2:0) | Švédsko | Rogers Place, Edmonton Návštěvnost: bez diváků |  |

| Report |

| 3. ledna 2021 1:00 | Kanada | 3:0 (2:0, 0:0, 1:0) | Česko | Rogers Place, Edmonton Návštěvnost: bez diváků |  |

| Report |

| 3. ledna 2021 4:30 | USA | 5:2 (1:0, 2:1, 2:1) | Slovensko | Rogers Place, Edmonton Návštěvnost: bez diváků |  |

| Report |

### Semifinále
| 5. ledna 2021 0:00 | Kanada | 5:0 (3:0, 1:0, 1:0) | Rusko | Rogers Place, Edmonton Návštěvnost: bez diváků |  |

| Report |

| 5. ledna 2021 3:30 | USA | 4:3 (1:1, 2:0, 1:2) | Finsko | Rogers Place, Edmonton Návštěvnost: bez diváků |  |

| Report |

### Zápas o 3. místo
| 5. ledna 2021 23:30 | Finsko | 4:1 (0:1, 1:0, 3:0) | Rusko | Rogers Place, Edmonton Návštěvnost: bez diváků |  |

| Report |

### Finále
| 6. ledna 2021 3:30 | Kanada | 0:2 (0:1, 0:1, 0:0) | USA | Rogers Place, Edmonton Návštěvnost: bez diváků |  |

| Report |